# Raised Fist
Raised Fist – szwedzki zespół hardcore założony w 1993.

## Historia
Pomysł na nazwę zespołu wziął się od słów piosenki "Know Your Enemy" zespołu Rage Against the Machine: "Born with an insight and a raised fist...". Nurt muzyczny zespołu był inspirowany przez zespoły old school hardcore punku takie jak Gorilla Biscuits, Youth of Today i większości sceny muzycznej w Norrland. Z czasem zaczęli tworzyć własny styl z wpływami black metalu, death metalu, old schoolhardcore punka i rock'n'rolla.
W kwietniu 2009 roku zespół zaczął nagrywać swój piąty studyjny album w Dug Out Studio i Misty Studios w Uppsali przy współpracy z producentami Daniel Bergstrand i Örjan i Erik Sjölander Örnkloo. Daniel Bergstrand wcześniej produkował albumy In Flames i Meshuggah. Zespół w lecie 2009 roku grał na festiwalach Raised Fist Peace & Love, Riot West Coast w Szwecji oraz Provinssirock w Finlandii.
Najnowszy album, "Veil of Ignorance" został wydany 7 września 2009. Album ten w pierwszym tygodniu znalazł się na 22 miejscu szwedzkiej listy przebojów oraz zajął 29 miejsce w Finlandii. Album "Veil of Ignorance" został także nominowany w 2009 do nagrody Grammy w kategorii tegorocznego hard rock.

## Członkowie

### Aktualni członkowie
- Alexander "Alle" Hagman dawniej Rajković – wokal
- Marco Eronen – gitara
- Daniel Holmgren – gitara
- Matte Modin – perkusja
- Andreas "Josse" Johansson – gitara basowa

### Byli członkowie
- Oskar Karlsson – perkusja
- Peter "Pita" Karlsson – perkusja
- Petri "Pecka" Rönnberg – gitara
- "Peson" – gitara

## Dyskografia

### Albumy studyjne
- Fuel (1998)
- Ignoring the Guidelines (2000)
- Dedication (2002)
- Sound of the Republic (2006)
- Veil of Ignorance (2009)[1]
- From the North (2015)
- Anthems (2019)

### EP
- You're Not Like Me (1994)
- Stronger Than Ever (1996)

### Kompilacje
- Heartattack Vol. 1: Burning Heart Compilation (Disc 2)
- Watch Your Step (2001)
- Punk-O-Rama 6
- Cheap Shots 1,2,3,4
- Punk-O-Rama Vol. 8